# Sportivo Balcarce
A Sportivo Balcarce egy argentin labdarúgócsapat Florida városában. A egyesületet 1919-ben alapították. Színeik a sötétkék és a fehér.
1931-ben az Almagro elleni 4–1-es győzelemmel megnyerték a Copa de Competencia Jockey Clubot.

## Sikerek
Copa de Competencia Jockey Club
- Győztes (1): 1931

Copa Estímulo
- Döntős (1): 1926

## Fordítás
Ez a szócikk részben vagy egészben  a   Sportivo Balcarce című angol Wikipédia-szócikk fordításán alapul.  Az eredeti cikk szerkesztőit annak laptörténete sorolja fel. Ez a jelzés csupán a megfogalmazás eredetét és a szerzői jogokat jelzi, nem szolgál a cikkben szereplő információk forrásmegjelöléseként.